# Psimolofu
Psimolofu (gr. Ψιμολόφου) – wieś w Republice Cypryjskiej, w dystrykcie Nikozja. W 2011 roku liczyła 1626 mieszkańców.